# Bojanovice (Nyugat-prágai járás)
Bojanovice település Csehországban, Nyugat-prágai járásban. Bojanovice Slapy, Nová Ves pod Pleší, Velká Lečice, Hvozdnice, Čisovice, Bratřínov, Štěchovice, Zahořany és Nové Dvory településekkel határos. Lakosainak száma 491 fő (2024. január 1.).

## Népesség
A település lakosságának változását az alábbi diagram mutatja:
| Lakosok száma | 667  | 737  | 711  | 674  | 455  | 376  | 459  | 475  | 490  | 491  |
|               | 1869 | 1890 | 1921 | 1950 | 1980 | 2001 | 2017 | 2019 | 2022 | 2024 |